# Drenthe
|  | Aquest article tracta sobre la província neerlandesa. Vegeu-ne altres significats a «Royston Drenthe». |

Drenthe és una província dels Països Baixos, la capital de la qual és Assen. Està situada al nord-est del país, al sud de Groningen, a l'est de Frísia i al nord d'Overijssel. A llevant fa frontera amb Baixa Saxònia (Alemanya). El seu nom es diu que prové del germànic * thrija-hantja "tres terres".
L'any 2015 tenia 488.871 habitants, que repartits a una superfície de 2.757 km² representaven una densitat de 185 hab/km², netament inferior a la mitjana estatal, tot pal·lesant el caràcter rural de la província.

## Història
Drenthe, a diferència de moltes altres parts dels Països Baixos, ha estat una àrea rural poc poblada des de temps medievals. A excepció d'alguna indústria a Assen i Emmen, les terres de Drenthe s'utilitzen principalment per a l'agricultura.
Drenthe ha estat poblada des de la prehistòria. S'hi ha trobat estris de la glaciació de Riss (fa 150.000 anys), que es consideren entre els més antics trobats als Països Baixos. De fet, va ser una de les zones més densament poblades dels Països Baixos fins a l'edat del bronze. La prova més tangible d'això són els dòlmens (hunebedden) construïts voltant del 3500 aC, 53 dels 54 dòlmens dels Països Baixos es troben a Drenthe, concentrats al nord-est de la província.
Drenthe va ser esmentada per primera vegada en un document de l'any 820 com a Pago Treanth (districte Drenthe). En els arxius de "Het Drents Archief" s'esmenta el comtat de Drenthe de 1024 a 1025.
Després d'una llarga submissió als bisbes d'Utrecht, Drenthe va quedar sota el control de Carles V al segle xvi. Quan es va proclamar la República de les Set Províncies Unides, Drenthe es va convertir en part d'ella, encara que no va obtenir la categoria de província fins a l'1 de gener de 1796.
Poc abans de l'esclat de la Segona Guerra Mundial el govern neerlandès construí un campament prop de la ciutat de Westerbork (Midden-Drenthe) per donar cabuda als refugiats jueus alemanys. Irònicament, durant la Segona Guerra Mundial, els ocupants alemanys van utilitzar el campament (que van anomenar KZ Westerbork) com un "Durchgangslager". Molts jueus neerlandesos, sinte, roma, combatents de la resistència i adversaris polítics van ser empresonats abans de ser transferits a altres camps a Alemanya i Polònia. Anne Frank va ser deportada a l'últim tren de Westerbork.

## Municipis
| 1. Aa en Hunze 2. Assen 3. Borger-Odoorn 4. Coevorden 5. Emmen 6. Hoogeveen | 1. Meppel 2. Midden-Drenthe 3. Noordenveld 4. Tynaarlo 5. Westerveld 6. De Wolden | Municipis a Drenthe |

## Política
El consell provincial (Provinciale Staten) té 51 escons, i és dirigit per un comissari de la Reina, actualment Anneke Haarsma (en funcions). Mentre que el Consell Provincial és elegit pels habitants, el Comissari és nomenat per la Reina i el govern dels Països Baixos. Els afers quotidians de la província són atesos pels Gedeputeerde Staten, també encapçalats pel Comissionat; els seus membres (gedeputeerden) es pot comparar amb els ministres.
| Composició dels Estats el 2003 i el 2007 | Composició dels Estats el 2003 i el 2007 | Composició dels Estats el 2003 i el 2007 | Composició dels Estats el 2003 i el 2007 | Composició dels Estats el 2003 i el 2007 |
| ---------------------------------------- | ---------------------------------------- | ---------------------------------------- | ---------------------------------------- | ---------------------------------------- |
|                                          | 2003                                     | 2003                                     | 2007                                     | 2007                                     |
| Partit                                   | %                                        | Escons                                   | %                                        | Escons                                   |
| PvdA                                     | 36,5                                     | 19                                       | 27,2                                     | 13                                       |
| CDA                                      | 23,9                                     | 12                                       | 21,2                                     | 10                                       |
| VVD                                      | 18,0                                     | 9                                        | 16,7                                     | 8                                        |
| SP                                       | -                                        | -                                        | 12,3                                     | 5                                        |
| GroenLinks                               | 6,7                                      | 4                                        | 4,7                                      | 2                                        |
| ChristenUnie                             | 4,6                                      | 2                                        | 7,6                                      | 3                                        |
| D66                                      | 3,7                                      | 2                                        | 1,9                                      | -                                        |
| Partit pels Animals                      | -                                        | -                                        | 1,9                                      | -                                        |
| SGP                                      | 0,3                                      | -                                        | 0,3                                      | -                                        |
| OPD *                                    | 2,1                                      | 1                                        | 1,4                                      | -                                        |
| LPF**                                    | 2,1                                      | 1                                        | -                                        | -                                        |
| Partit del Nord                          | -                                        | -                                        | 1,1                                      | -                                        |
| Drents Belang / DOP ***                  | 2,0                                      | 1                                        | 0,7                                      | -                                        |
| Actief Drenthe                           | -                                        | -                                        | 1,9                                      | -                                        |
| Total                                    | 56,1                                     | 51                                       | 51,2                                     | 41                                       |

| Eleccions generals de 2006 | Eleccions generals de 2006 | Eleccions generals de 2006 |
| -------------------------- | -------------------------- | -------------------------- |
| Partit                     | %                          | +/- (2003)                 |
| PvdA                       | 30,7                       | - 7,1                      |
| CDA                        | 22,5                       | - 2,3                      |
| SP                         | 15,9                       | + 10,8                     |
| VVD                        | 14,3                       | - 2,5                      |
| ChristenUnie               | 5,1                        | + 2,2                      |
| GroenLinks                 | 3,8                        | - 0,3                      |
| PVV                        | 4,0                        | -                          |
| PvdD                       | 1,4                        | + 1,0                      |
| D66                        | 1,3                        | - 2,1                      |
| SGP                        | 0,3                        | + 0,0                      |
| LPF                        | 0,2                        | - 3,6                      |
| Total                      | 83,0                       | + 0,0                      |

*  OPD: Onafhankelijke Partij Drenthe (Partit Independent de Drenthe)

**  LPF-fractie hernoemd tot OSD (Onafhankelijke Statenfractie Drenthe)

***  DOP: Drentse Ouderen Partij (Partit dels Pensionistes de Drenthe)